# لحظه‌های بودن

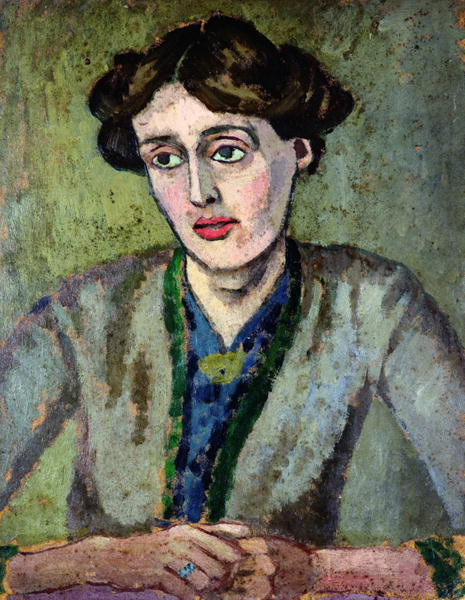
پرتره‌ای از ویرجینیا وولف

لحظه های بودن (به انگلیسی: Moments of Being) مجموعه‌ای از مقالات ویرجینیا وولف  است که پس از مرگش منتشر شده و بیشتر شرح حال خود اوست.
وی از روزهای خوشِ کودکی می‌گوید، روزهایی که به قول خودش داخل یک حبه‌ی انگور دراز کشیده بود و زندگی را می‌دید. از این خاطره به آن خاطره می‌رود و از صحنه‌ای به صحنه‌ی دیگر پرت می‌شود، هرچند پیش از آن‌که بتواند چیزی را کامل توصیف کند آن چیز از دستش می‌لغزد و فقط طرحی گذرا از آن به جا می‌ماند.
ویرجینیا وولف در برابر سرگشتگی‌اش در زمان حال، به خاطرات گذشته بازمی‌گردد و انگار در جستجوی علتِ این سرگشتگی است، تلاش می‌کند تا (به قول خودش) چیزی واقعی از میان ظواهر دریابد.
او در خاطرات خویش در پی کشف لحظه است - آن هم نه هر لحظه‌ای - لحظه‌ی آگاهی و نگاه و سکوت... لحظه‌ی بودن و حضور.
ویرجینیا وولف در آخرین سال‌های عمرش (وقتی آلمانی‌ها در جنگ جهانی دوم، انگلیس را بمباران می‌کردند) نوشتن این خاطرات را آغاز کرده و تلاشش این بوده تا از «لحظه های بودن» و آنات وجود خویش پرده بردارد.
لحظه های بودن شامل ۵ مقاله است.
"Reminisces" (1907
"A Sketch of the Past" 1938
"22 Hyde Park Gate" 1920/1
"Old Bloomsbury" 1921/2
"Am I a Snob?" 1936
متن اصلی این مقالات که سال ۱۹۷۲ پیدا و منتشر شد در دانشگاه ساسکس  و در کتابخانه بریتانیا British Library در لندن قرار دارد.